# Тракслер, Ганс
Ганс Иоганн Георг Тракслер (нем. Hans Johann Georg Traxler, * 21 мая 1929 г. Херрлих, Чехословакия)- — современный немецкий художник-карикатурист, иллюстратор, автор детской литературы. Один из представителей т. н. Новой франкфуртской школы.

## Жизнь и творчество
Родителями будущего художника были выходцы из Австрии, осевшие в Богемии ещё во времена, когда эта территория входила в состав Австро-Венгрии. после поражения Германии во Второй мировой войне и выселения немцев из Чехословакии он в 1945 году попадает сперва в Регенсбург, в Западной Германии, а в 1951 переезжает во Франкфурт-на-Майне. Во Франкфурте молодой человек сотрудничает как карикатурист с сатирическим журналом pardon. При помощи издателя его, Ганса А.Никеля, Ганс Тракслер изучает живопись и рисунок во франкфуртской Государственной высшей школе искусств. В дальнейшем, работая как художник и карикатурист, Тракслер знакомится и сближается с Хлодвигом Потом, являвшимся также одним из видных представителей «франкфуртской школы». С 1962 года постоянно рабодает для журнала Pardon, также выпускает ряд книг. В то же время некоторые его произведения, в частности его исследование на тему сказки братьев Гримм «Гензель и Гретель» (die Wahrheit über Hänsel zund Gretel) — признанное одним из лучших и содержательнейших на эту тему, вызывали скандальную реакцию т даже судебные расследования. В 1970 году Тракслер становится одним из сооснователей сатирического журнала Titanic, в котором публикует свою карикатуру на Гельмута Коля. Начиная с 1980 года выпускает в журнале Die Zeit свои собственные серии комиксов, сотрудничает также с такими изданиями, как Frankfurter Allgemeine Zeitung,Süddeutsche Zeitung и т. д..
Ганс Тракслер известен также как иллюстратор художественной литературы, Его рисунки сопровождают издававшиеся сочинения мировых и немецких классиков: Марка Твена, Генриха Гейне, Курта Тухольского, Ойгена Рота, Йозефа фон Эйхендорфа, Петера Хертлинга, Христиана Моргенштерна и др.
По мотивам произведений Г.Тракслера были поставлены два кинофильма: «Оссегг. Правдивая история Гензель и Гретель» (Ossegg. Die Wahrheit über Hänsel und Gretel, реж. Тез Клайн, 1987), «Горби, всего хорошего» (Gorbi viel gut., реж. Вольфганг Кабиш, 1990). В последнем снялся и сам Г.Тракслер в двойной роли.
В честь 90-летия художника во франкфуртском Музее карикатуры с 27 мая и по 22 сентября 2019 года проходит выставка его работ.

## Награды
Г. Тракслер отмечен многочисленными призами и наградами, в том числе:
- 2003: премия Биндинга
- 2006: «Готтингерский лось» за совокупный вклад в развитие культуры
- 2007: Германская премия в области карикатуры
- 2014: [премия Гёте города Франкфурт-на-Майне
- 2015: премия Вильгельма Буша
- 2018: Премия Фридриха Штольце

## Избранные сочинения
- Die Wahrheit über Hänsel und Gretel. Bärmeier und Nikel, Frankfurt a. M. 1963 (Первое издание)
- Die Reise nach Jerusalem und acht weitere Bildergeschichten : in memoriam Paul VI. Zweitausendeins, Frankfurt a. M. 1978
- Fünf Hunde erben eine Million. Deutscher Bücherbund, Stuttgart 1979 (Детская)
- Es war einmal ein Mann. Insel Verlag, Frankfurt a. M. 1979, ISBN 3-458-32154-3 (Детская)
- Birne. Das Buch zum Kanzler. Eine Fibel für das junge Gemüse und die sauberen Früchtchen in diesem unserem Lande. Zweitausendeins, Frankfurt a. M. 1983 (совместно с Петером Кнорром)
- Es war einmal ein Schwein. Insel Verlag, Frankfurt a. M. 1984, ISBN 3-458-32480-1 (Детская)
- Der große Gorbi. Diogenes Verlag, Zürich 1990, ISBN 3-257-02032-5.
- Der Mann, das Schwein und das ABC. Insel Verlag, Frankfurt a. M. 1991, ISBN 3-458-16213-5 (Детская)
- Aus dem Leben der Gummibärchen. Diogenes Verlag, Zürich 1992, ISBN 3-257-02039-2.
- Wie Adam zählen lernte. Diogenes Verlag, Zürich 1993, ISBN 3-257-00799-X.
- Die Wiederkehr der Gummibärchen. Diogenes Verlag, Zürich 1994, ISBN 3-257-02048-1.
- Wenn Kühe Propeller hätten. Diogenes Verlag, Zürich 1995, ISBN 3-257-00823-6 (Детская)
- Paula, die Leuchtgans. Diogenes Verlag, Zürich 1998, ISBN 3-257-00847-3 (Детская)
- Das fromme Krokodil. Zweitausendeins, Frankfurt a. M. 2001, ISBN 3-86150-387-5.
- Das Schutzengelbuch. Sanssouci Verlag, München 2002, ISBN 3-7254-1254-5.
- Komm, Emil, wir gehn heim! Carl Hanser Verlag, München 2004, ISBN 3-446-20434-2 (Детская)
- Das Teufelsbuch. Sanssouci Verlag, München 2004, ISBN 3-7254-1304-5.
- Das ABC der Tiere. Insel Verlag, Frankfurt a. M. 2005, ISBN 3-458-34817-4.
- Franz — Der Junge, der ein Murmeltier sein wollte. Carl Hanser Verlag, München 2009, ISBN 978-3-446-23328-7.
- Cartoons. Reclam-Verlag, Stuttgart 2009, ISBN 978-3-15-010710-2.
- Süden: Ein Sommergedicht. Reclam Verlag, Stuttgart 2013, ISBN 978-3-15-010925-0.
- Willi — Der Kater, der immer größer wurde. Carl Hanser Verlag, München 2014, ISBN 978-3-446-24653-9.
- Eddy. Der Elefant, der lieber klein bleiben wollte. Carl Hanser Verlag, München 2017, ISBN 978-3-446-25491-6.
- Sniffler. Der deutsche Dachshund. Insel Verlag, Berlin 2018, ISBN 978-3-458-75818-1.
- Mama, warum bin ich kein Huhn? — Kindheitserinnerungen. Suhrkamp Verlag, Berlin 2019, ISBN 978-3-458-20035-2 (Воспоминания детства)

## Дополнения
- Интервью и фотография в SZ (Зюддойче цайтунг) к 80. юбилею (на немецком языке)
- Радиофельетон к Правдивой истории о ,Гензель и Гретель (Die Wahrheit über Hänsel und Gretel) Г.Тракслера